# Посёлок имени Гастелло
Имени Гастелло — посёлок в Тенькинском районе Магаданской области России. До 2015 года входил в сельское поселение посёлок имени Гастелло. Располагается на берегу реки Омчак. Получил название в честь Героя Советского Союза Николая Францевича Гастелло.

## История
В 1953 году посёлок получил статус посёлка городского типа. Велась добыча золота.
С 1991 года посёлок — сельский населённый пункт.
Поставлен вопрос о расселении посёлка.
По состоянию на 2024г. посёлок расселён. Все жилые деревянные дома снесены.
На территории посёлка теперь находится вахтовый посёлок золоторудной компании АО "ПАВЛИК".

## Население
| 1959 | 1970 | 1979  | 1989  | 2002 | 2010 | 2020 |
| ---- | ---- | ----- | ----- | ---- | ---- | ---- |
| 2787 | ↘989 | ↗1144 | ↗1221 | ↘301 | ↘91  | ↘29  |
| 2021 |      |       |       |      |      |      |
| ↘24  |      |       |       |      |      |      |